# سر هرود (مزرعة نو)
سر هرود (بالفارسية: سرهرود) هي قرية تقع في إيران في مركزي. يقدر عدد سكانها بـ 163 نسمة بحسب إحصاء 2016.